# حكايات ابن الحداد (مسلسل)
حكايات ابن الحداد، مسلسل تراثي بحريني، من إخراج يوسف الكوهجي.

## الممثلون

### الجزء الأول

#### عائلة بوحمدان
- خليل الرميثي في دور كشحان
- محمد ياسين في دور بوحمدان
- حسن محمد في دور حمدان
- ابتسام عبدالله في دور أم حمدان
- فاطمة كازروني في دور أمينة أخت حمدان

#### عائلة الوالي
- علي الغرير في دور الوالي نعمان
- فاطمة عبد الرحيم في دور زبيدة زوجة الوالي
- أبرار سبت في دور الأميرة ليلى
- منيرة محمد في دور ميسا وصيفة ليلى

#### عائلة بوعتيق
- مبارك خميس في دور بوعتيق
- أحمد مجلي في دور عتيق
- نورة البلوشي في دور أم عتيق

#### عائلة بولولوة
- أحمد عيسى في دور بولولوة
- ماجدة سلطان في دور ام لولوة
- سلوى الجراش في دور لولوة

#### بيت الوزير
- جمعان الرويعي في دور الوزير جابر
- نجم مساعد في دور مساعد الوزير

#### القهوة
- يحيى عبد الرسول في دور القهوجي صالح
- حمد مراد في دور هلال

#### بيت المتوت
- أمير دسمال في دور فرحان من أحد المتوت
- جاسم الضامن في دور غضبان من أحد المتوت
- جعفر التمار في دور بلهان من أحد المتوت

#### بالاشتراك مع
- سودابة خليفة في دور الحيزبونة

- إبراهيم البنكي في دور العطار بوسالم

#### ضيوف الشرف
- إبراهيم بحر في دور الرحالة الحكيم
- عبد الله السعداوي
- عبد الله وليد

### الجزء الثاني

#### عائلة بوحمدان
- خليل الرميثي في دور كشحان
- محمد ياسين في دور بوحمدان
- حسن محمد في دور حمدان
- لطيفة المجرن في دور أم حمدان
- فاطمة كازروني في دور أمينة أخت حمدان

#### عائلة الوالي
- عادل شمس في دور الوالي نعمان
- فاطمة عبد الرحيم في دور زبيدة زوجة الوالي
- أبرار سبت في دور الأميرة ليلى
- منيرة محمد في دور ميسا وصيفة ليلى

#### النهابة
- مصطفى رشيد في دور دهمان
- شيماء سبت في دور سيرين
- حسين العلوي في دور علقم
- بوصابر في دور مدلقم

#### عائلة بوعتيق
- أحمد مبارك في دور بوعتيق
- أحمد مجلي في دور عتيق
- نورة البلوشي في دور أم عتيق

#### عائلة بولولوة
- أحمد عيسى في دور بولولوة
- ماجدة سلطان في دور ام لولوة
- فوز جناحي في دور لولوة

#### بيت الوزير
- جمعان الرويعي في دور الوزير جابر
- نجم مساعد في دور مساعد الوزير

#### القهوة
- يحيى عبد الرسول في دور القهوجي صالح
- ناصر نبيل في دور بلال

#### بيت المتوت
- أمير دسمال في دور فرحان من أحد المتوت
- جاسم الضامن في دور غضبان من أحد المتوت
- جعفر التمار في دور بلهان من أحد المتوت

#### تمثيل
- سودابة خليفة في دور الحيزبونة

- إبراهيم البنكي في دور العطار بوسالم
- إبراهيم المنسي
- عباس السماك
- هنية سليمان
- عبد الرحمن إسماعيل
- محمد بو سعد
- عقيل الماجد

#### ضيوف الشرف
- محمد الصفار في دورالجني القزم
- سلوى بخيت في دور جدة عتيق